# Leucomiaceae
Leucomiaceae là một họ rêu trong bộ Hookeriales.